# Amphoe Huai Rat
Amphoe Huai Rat (thaï : ห้วยราช) est un amphoe de la province de Buriram.